# 96e régiment d'infanterie (France)
Pour les articles homonymes, voir 96e régiment.

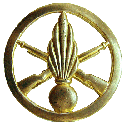
insigne de béret d'infanterie

Le 96e régiment d'infanterie (96e RI) est un régiment d'infanterie de l'armée de terre française, à double héritage, créé sous la Révolution à partir du régiment de Nassau, un régiment d'infanterie allemand au service du royaume de France, et du 21e régiment d'infanterie légère créé à partir du bataillon franc de Muller (bataillon Suisse).

## Création et différentes dénominations
Le 96e régiment d’infanterie a la particularité, comme tous les régiments d’infanterie portant un numéro entre le 76e et le 99e, d’être l'héritier des traditions de deux régiments : le 96e régiment  d'infanterie de ligne et le 21e régiment d'infanterie légère.
- 1er janvier 1791 : à la Révolution, tous les régiments prennent un nom composé du nom de leur arme avec un numéro d'ordre donné selon leur ancienneté. Le régiment de Nassau devient le 96e régiment d'infanterie de ligne (ci-devant Nassau) ;
- 1793 : amalgamé, il prend le nom de 96e demi-brigade de première formation
- 1796 : création de la 96e demi-brigade de deuxième formation
- 1803 : renommé 96e régiment d'infanterie de ligne
- 16 juillet 1815 : comme l'ensemble de l'armée napoléonienne, il est licencié à la Seconde Restauration.
- En 1855, l'infanterie légère est transformée, et ses régiments sont convertis en unités d'infanterie de ligne, prenant les numéros 76 à 100. Le 21e léger prend le nom de 96e régiment d’infanterie de ligne.
- 1914 : à la mobilisation, il met sur pied son régiment de réserve, le 296e régiment d’infanterie.

## Colonels/chefs de brigade du96eRI
- 21 octobre 1791 - 23 novembre 1791 : colonel Frédéric de Haack
- 23 novembre 1791 - 7 septembre 1792 : colonel, baron Balthazar de Schawembourg
- 26 octobre 1792 - 26 août 1793 : lieutenant-colonel, puis colonel Henri Thomas Reubell
- 1793 - 1796 : pas de colonel, le régiment n'existe plus, ses bataillons étant rattachés aux 173e et 174e demi-brigades
- 15 février 1796 - 14 février 1797 : chef de brigade Philippe Joseph Patel;
- 14 février 1797 - 10 septembre 1799 : chef de brigade Callier;
- 7 décembre 1799 - 5 octobre 1803 : chef de brigade Antoine François Lepreux;
- 5 octobre 1803 - 4 février 1807 : le colonel Barrois;
- 14 février 1807 - 1er juillet 1810 : colonel Jean-Chrysostôme Calès;
- 17 septembre 1810 - 5 mars 1811 : colonel Jean Maingarnaud;
- 19 mai 1811 - 25 décembre 1813 : colonel Pierre Clavel
- 24 janvier 1814 - 4 octobre 1814 : colonel Jacques Mathurin Marie Delalande
- 4 octobre 1814 - 23 mars 1815 : colonel Henri, Jean-Baptiste de Marguerie;
- 19 avril 1815 - 16 juillet 1815 : colonel Jean Gougeon;
- Régiment dissous de 1815 à 1845
- 4 juin 1850 : colonel Louis Auguste Caneau
- 22 septembre 1855 - 20 mai 1860 : colonel Jacques Louis Abel Adam;
- 12 mai 1860 - 12 août 1866 : colonel Jean-Baptiste, Philippe-Auguste, Fortuné Colin;
- 12 août 1866 - 22 décembre 1868 : colonel Frédéric, Michel, Clément Hue de la Colombe
- 22 décembre 1866 - 6 août 1870 : colonel Ernest de Franchessin
- 20 août 1870 - 11 mars 1879 : colonel André Bluem
- 18 mars 1879 - 2 février 1886 : colonel Charles, Louis, Alfred Lourde-Laplace
- 6 février 1886 - 27 mars 1886 : colonel Édouard Auguste Letellier
- 29 mars 1886 - 25 juin 1891 : colonel Louis-Philippe Jayet
- 13 juillet 1891 : colonel Jules Édouard Martin
- 1894-1896 : colonel Henry Davignon (futur général de division)
- 23 juin 1907 - 25 septembre 1909 : le colonel Humbert;
- 1909 : colonel Graziani;
- 1939 : colonel Lamort;

## Historique des garnisons, combats et batailles

### Révolution et Empire

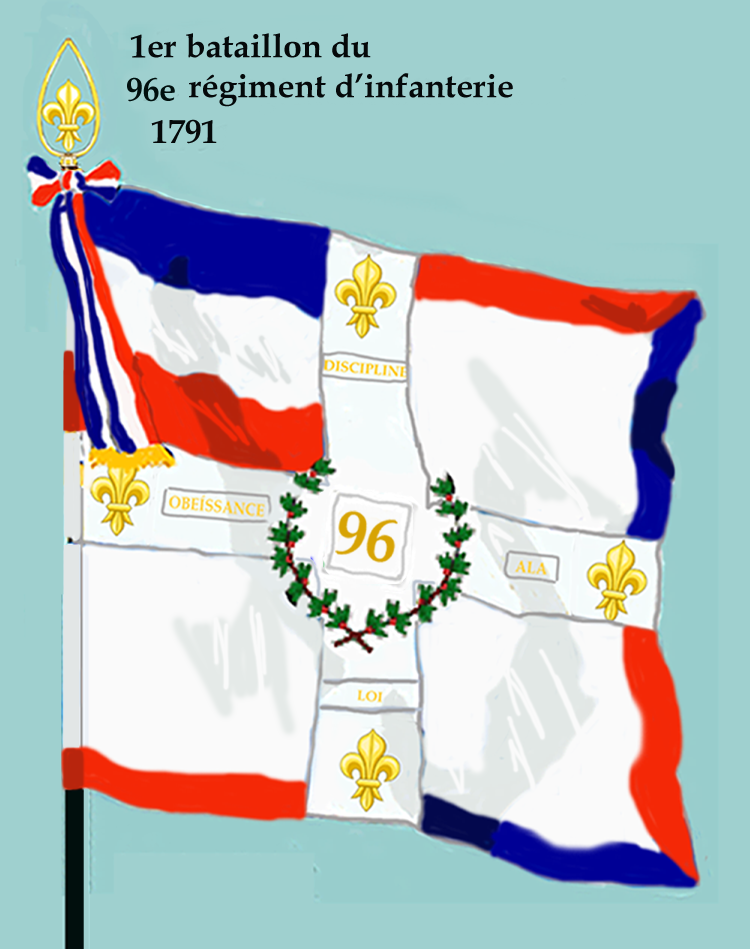
Drapeau du 1er bataillon du 96e régiment d'infanterie de ligne de 1791 à 1793
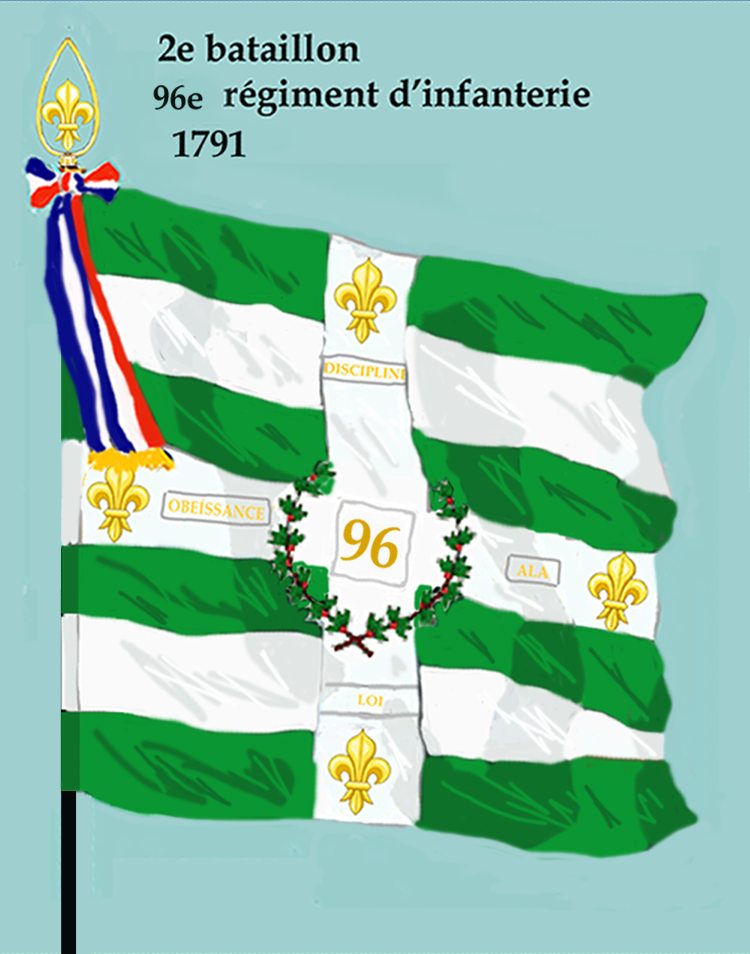
Drapeau du 2e bataillon du 96e régiment d'infanterie de ligne de 1791 à 1793
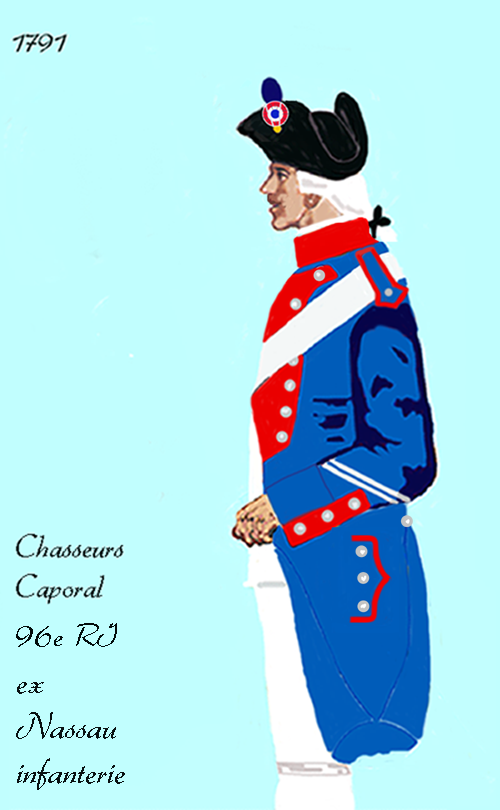
96e régiment d’infanterie de ligne de 1791 à 1792
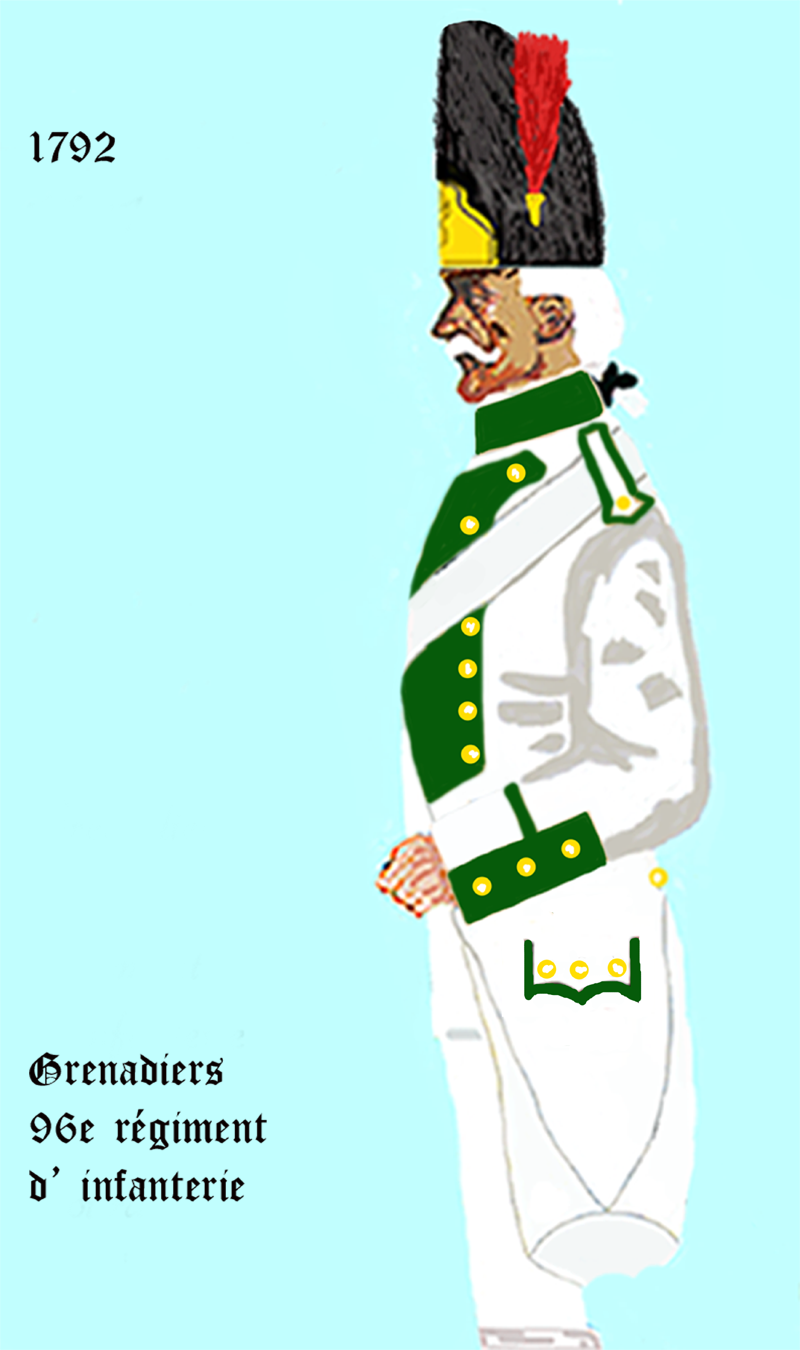
grenadier du 96e régiment d’infanterie de ligne de 1792 à 1794

Le 2e bataillon du 96e, ci-devant régiment allemand de Nassau, avait été échelonné de Montmédy à Verdun pour protéger le passage du roi. Ce mouvement avait jeté une telle défaveur sur ce régiment que Sedan, Thionville et Sarrelouis refusèrent de le recevoir. L'ordre fut donné de l'envoyer à Toul. De 400 à 500 hommes du régiment refusèrent, le 14 juillet, de partir de Metz pour suivre le régiment, disant qu'ils ne voulaient plus servir comme étrangers, mais comme Français.
- 1er décembre 1792 : Armée de la Moselle, expédition de Trèves
  - Bataille de Pellingen
- 1796 : 
  - Armée de Rhin-et-Moselle
- 1798 : 
  - Armée d'Orient (campagne d'Égypte)

- 1805 : campagne d'Autriche
  - Bataille de Haslach-Jungingen
  - Bataille d'Elchingen
- 1806 : campagne de Prusse et de Pologne
  - 14 octobre : bataille d'Iéna

- 1814 : guerre d'indépendance espagnole
  - 27 février : bataille d'Orthez

### Second Empire

Représentation du d'infanterie pendant la guerre de 1870.

Le décret du 24 octobre 1854 réorganise les régiments d'infanterie légère les corps de l'armée française. À cet effet le 21e régiment d'infanterie légère prend le numéro 96 et devient le 96e régiment d'infanterie de ligne.
- Par décret du 2 mai 1859 le 96e régiment d'infanterie fourni 1 compagnie pour former le 102e régiment d'infanterie de ligne.

- 1859 : un bataillon est en garnison à Reims.
- 1866 : un bataillon est en garnison à Rouen.
- Guerre de 1870
  - Bataille de Frœschwiller-Wœrth
  - Siège de Bitche

### 1871 à 1914
Le 27 mars 1871, des éléments du régiment rentrant de captivité sont amalgamés avec d'autres éléments de diverses unités pour former le 1er régiment d'infanterie provisoire.
Lors de la réorganisation des corps d'infanterie de 1887, le 3e bataillon forme le 158e régiment d'infanterie

### Première Guerre mondiale
Casernement en 1914 : Béziers, Agde. Le régiment est incorporé à la 61e brigade, 31e division d'infanterie, 16e corps d'armée. Le régiment fait partie de la 31e division d'infanterie d'août 1914 à novembre 1918.

#### 1914
- août - septembre : secteur de Lorraine.
  - du 24 au 26 août : bataille de la trouée de Charmes.
- octobre - décembre : secteur des Flandres.

#### 1915
- janvier - février : secteur des Flandres.
- mars - août : première bataille de Champagne.

- 25 septembre-6 octobre : seconde bataille de Champagne

#### 1916
- février - juin : secteur de Champagne.
- juillet - août : bataille de Verdun, Thiaumont.
- septembre - décembre : secteur de l'Argonne.

#### 1917
- janvier : secteur de l'Argonne.
- février - août : secteur de Verdun, côte 304, Mort-Homme.
- octobre - décembre : secteur d'Alsace.

#### 1918
- janvier - mars : secteur d'Alsace.
- avril - mai : secteur des Flandres.
- juillet - août : secteur de Lorraine.
- septembre - novembre : secteur de l'Aisne.

### Seconde Guerre mondiale
Formé le 5 septembre 1939 sous le nom de 96e RIA, puis sous les ordres du colonel Jules Lamort, il appartient à la 31e division d'infanterie Alpine. Région militaire, Centre mobilisateur d'infanterie; réserve A ; il est mis sur pied par le CMI 162 et 163.

## Drapeau et décorations
Il porte, cousues en lettres d'or dans ses plis, les inscriptions suivantes :
- Valmy 1792
- Pyramides 1798
- Marengo 1800
- Iéna 1806
- Sébastopol 1855
- Verdun 1916-1917
- Flandres 1918[4]
- La Serre 1918

Sa cravate est décorée de la Croix de guerre 1914-1918  avec deux citations à l'ordre de l'armée.
Il porte la fourragère aux couleurs du ruban de la croix de guerre 1914-1918.

## Personnalités ayant servi dans le régiment

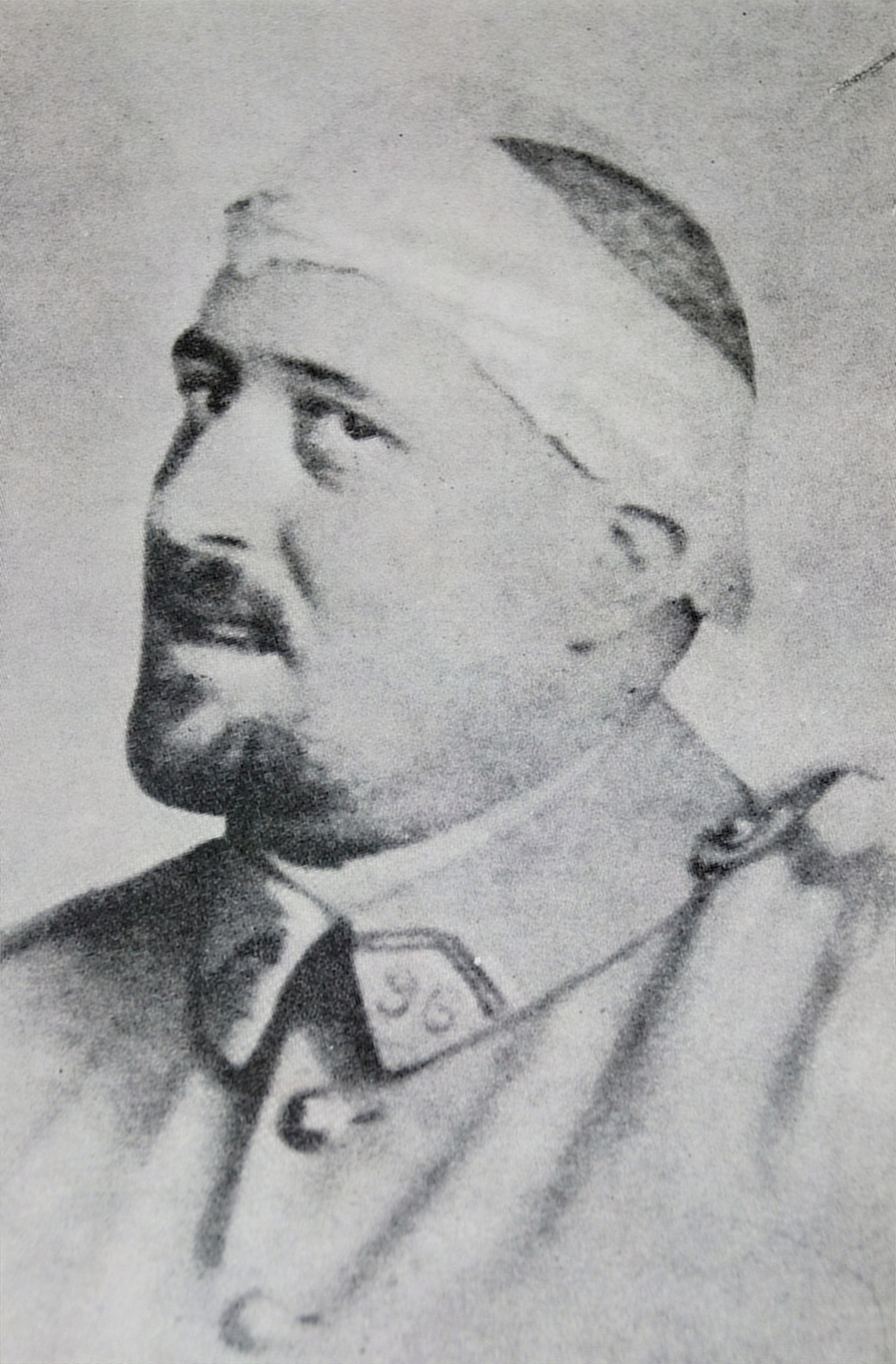
Apollinaire en tenue du 96e.

- Guillaume Apollinaire était sous-lieutenant au 96e lorsqu'il fut blessé en mars 1916.
- Henri Berthelot alors lieutenant.
- Le capitaine Jean-Roch Coignet futur vaguemestre du quartier général impérial, alors simple soldat, gagna un fusil d'honneur au sein de la 96e demi-brigade, à la Bataille de Montebello (1800)[5].
- Jean Soulairol (1892-1959), poète, journaliste, rédacteur en chef du Publicateur de Béziers

## Sources et bibliographie
- Archives militaires du château de Vincennes.
- Serge Andolenko, Recueil d'historiques de l'infanterie française, Paris, Eurimprim, 1969, 413 p. (OCLC 23418405)